# واش‌کوت
واش‌کوت (به مجاری:  Vaskút) یک سکونتگاه مسکونی در مجارستان است که در باچ-کیش‌کون واقع شده‌است.

## خصوصیات
واش‌کوت ۷۱٫۴۹ کیلومترمربع مساحت و ۳٬۶۵۴ نفر جمعیت دارد.